# Гейдж, Финеас

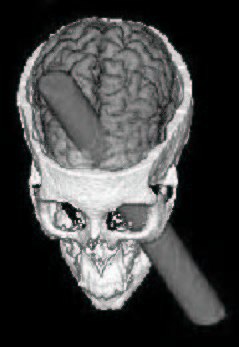
Компьютерная модель, показывающая одну из версий того, как прут прошёл через голову Гейджа, повреждая обе лобные доли (по работе Damasio et al.)

Финеас П. Гейдж (англ. Phineas P. Gage; 9 июля 1823 — 21 мая 1860 года) — американский строитель, получивший тяжёлое ранение головного мозга при прокладке железной дороги. 

## Биография

### Ранние годы
Гейдж был старшим из пятерых детей, рожденных у Джесси Итона Гейджа и Ханны Трасселл (Светланд) Гейдж в округе Графтон, штат Нью-Гэмпшир. О его воспитании и образовании известно немного, кроме того, что он умел читать и писать.
Доктор Джон Мартин Харлоу, который знал Гейджа до его несчастного случая, охарактеризовал его как «полностью здорового, сильного и энергичного двадцатипятилетнего молодого человека, нервно-желчного типа, ростом пять футов шесть дюймов [168 см], с весом около ста пятидесяти фунтов [68 кг], обладающего стойким характером и крепким телосложением; его мускулатура была невероятно развита — он почти никогда не болел с детства до получения травмы». В то время, когда френология теряла популярность, нервно-желчный темперамент означал особое сочетание «возбудимых умственных сил» с «энергией и силу разума и тела», позволяющее выдерживать значительные умственные и физические нагрузки.
Вероятно, Гейдж впервые столкнулся с взрывчатыми веществами в юности, работая на фермах или в близлежащих шахтах. В июле 1848 года его наняли для строительства железной дороги реки Гудзон в Нью-Йорке, где к сентябрю он стал бригадиром взрывников. Его работодатели высоко оценивали его, считая «самым эффективным и способным бригадиром, энергичным и настойчивым в осуществлении планов».

### Несчастный случай
В 1848 г., когда он работал бригадиром взрывников на прокладке железной дороги в Вермонте, лом, которым он уплотнял пробку над использовавшимся при взрывных работах пороховым зарядом, высек искру и вызвал взрыв. Металлический стержень диаметром 1,25 дюйма (3,2 см) вошёл в череп Гейджа ниже левой глазницы, выходное отверстие раны располагалось на границе лобной и теменной костей также с левой стороны. Из-за ранения строитель лишился большей части лобной доли левого полушария головного мозга. Несмотря на столь тяжелые повреждения, пострадавший пришёл в сознание спустя несколько минут, но все-же был доставлен в больницу. В больнице его состояние ухудшилось так как в рану попала инфекция, но уже через два месяца он смог выздороветь и вернуться к активному образу жизни.. В конце концов он оправился от инфекции, развившейся в ране, и прожил ещё 12 лет.
Считается, что эта травма привела к настолько значительным негативным изменениям в его эмоциональном состоянии, социальных навыках и личностных особенностях, что друзья заявляли о том, что «это больше не Гейдж». В мае 2012 г. были опубликованы результаты исследований группы американских неврологов, которые объяснили изменения психики Финеаса Гейджа после травмы головы. Современные исследователи смоделировали полученную Гейджем травму на основании данных компьютерной томографии черепа американца, который в настоящее время хранится в анатомическом музее Медицинской школы Гарвардского университета. Для оценки повреждений коры головного мозга и располагающихся в зоне ранения проводящих путей ученые использовали современные изображения мозга 25-летнего правши, полученные методом диффузной тензорной визуализации. Таким образом исследователи выяснили, что в результате травмы Гейдж утратил около 4 % коры, а также почти 11 % белого вещества мозга. Несмотря на то, что кора была повреждена лишь в области лобной доли левого полушария, одновременно были нарушены его связи с левой височной и правой лобной долями, а также лимбической системой. Именно этим ученые объясняют изменения психики и поведения Гейджа.
С другой стороны существуют свидетельства о том, что психические нарушения, от которых страдал Гейдж, были по большей части временными. В частности, его сестра и мать сообщали журналистам, что хотя Гейдж и страдал от амнезии, но не настолько, чтобы это мог заметить не знающий его близко человек. Они также ничего не упоминали о вспыльчивости и неконтролируемом поведении, упоминаемых Харлоу. Спустя некоторое время Гейдж устроился кучером почтового дилижанса в Нью-Гемпшире и был на хорошем счету у своего нанимателя, настолько, что тот порекомендовал его на аналогичную должность в Чили, даже несмотря на то, что Гейдж не знал испанского языка. Более того, свидетели, видевшие его в Чили, утверждали, что он отличался изрядным физическим и душевным здоровьем и не демонстрировал никаких патологических симптомов. К концу жизни, однако, здоровье Гейджа значительно ухудшилось, и он был вынужден оставить физически требовательную работу кучера, вернувшись в США и осев в окрестностях Сан-Франциско, где занялся фермерством при поддержке переехавших к нему матери и сестры. Его здоровье несколько улучшилось, но в целом оставалось хрупким. В феврале 1860 года Гейдж начал страдать от приступов эпилепсии, которые всё более усиливались, пока он не умер во время одного из них 18 или 21 мая 1860 года.
Изучение случая Гейджа способствовало значительному продвижению в изучении функций разделов мозга и их влияния на эмоции и личность. История его болезни приводится в качестве одного из первых свидетельств того, что повреждение лобных долей может привести к изменениям в различных аспектах личности и повлиять на социализацию. До того считалось, что лобные доли не оказывают особого влияния на поведение человека.